# Phyllonorycter juglandis
Phyllonorycter juglandis là một loài bướm đêm thuộc họ Gracillariidae. Loài này có ở Nhật Bản (Hokkaidō).
Sải cánh dài 6.5–8 mm.
Ấu trùng ăn Juglans ailanthifolia và Pterocarya rhoifolia. Chúng ăn lá nơi chúng làm tổ.